# گوووینا
گوووینا (به لاتین: Główina) یک روستا در لهستان است که در گمینا بروزنگ دوژه واقع شده‌است. گوووینا ۳۶۵ نفر جمعیت دارد.